# Lemony Snicket
Lemony Snicket je psevdonim, ki ga uporablja ameriški pisatelj Daniel Handler, ki je pod tem psevdonimom napisal več knjig o Baudelairov otrocih. Naslov celotne zbirke knjig je Zaporedje nesrečnih dogodkov.  

## Življenje in delo
Lemony Snicket je odraščal ob morju in del svojega življenja moral preživeti pod njim. Svoje življenje je namenil raziskovanju usode Violete, Klausa in Sunny, treh Baudelairovih sirot, katerih starši so umrli v požaru na začetku prve knjige. Knjige so bolj poznane v tujini, v slovenščino pa jih je prevedenih le prvih pet in ena dodatna knjiga Sveženj črnogledih prerokb, ki se povezuje s serijo. 
O avtorju je znano le malo podatkov, ki jih lahko razberemo iz knjig. Njegov oče je bil Jacob Snicket, njegovemu bratu je ime Jacques, sestri pa Kit. 

### Zaporedje nesrečnih dogodkov
Zaporedje nesrečnih dogodkov je zbirka 13 knjig s 13 poglavji, ki opisujejo tragično usodo Baudelairovih sirot. 
Knjige:
1. Slab začetek (The Bad Beginning)
2. Soba plazilcev (The Reptile Room)
3. Veliko okno (The Wide Window)
4. Na žalostni žagi (The Miserable Mill)
5. Grozeča akademija (The Austere Academy)
6. The Ersatz Elevator
7. The Vile Village
8. The Hostile Hospital
9. The Carnivorous Carnival
10. The Slippery Slope
11. The Grim Grotto
12. The Penultimate Peril
13. The End

### Slog
Lemony Snicket je zelo znan po svojem slogu pisanja, ki bralca ves čas spodbuja naj izbere kakšno drugo knjigo in ne bere tako žalostnih zgodb.
Besedne igre pridejo v izvirniku bolj do izraza kot v prevodih. Naslovi v angleščini so vedno sestavljeni iz dveh besed, ki se začeneta na isto črko, razen zadnejga dela (naslov je The End oz. Konec)
Zanimiva je tudi njegova izbira imen in priimkov oseb, ki se pojavljajo v knjigi. Priimek Baudelaire je prevzel od francoskega pesnika Charlesa Baudelaira, gospod Poe, ki skrbi za premoženje sirot je dobil priimek po ameriškem pesniku in pisatelju Edgarju Allanu Poeu. V petem delu serije se pojavita trojčka Močvirnik (v angleščini Quagmire), Dunkan in Izidora (oz. Duncan in Isadora v izvirnku), ki sta dobila imeni po ameriški plesalki Isadori Duncan.

## Film
Leta 2004 so posneli film Lemony Snicket: Zaporedje nesrečnih dogodkov, ki je v slovenske kinematografe prišel februarja 2005. 
V tem filmu je vlogo pisatleja igral Jude Law. 
1. ↑  LIBRIS — Kraljevska knjižnica Švedske, 2018.